# Boletín de la Guerra del Pacífico
El Boletín de la Guerra del Pacífico fue una publicación editada por el Gobierno de Chile para compilar la información obtenida en el curso de la Guerra del Pacífico.

## Historia
Fue creado por decreto supremo de 1 de abril de 1879, firmado por el presidente Aníbal Pinto y el ministro de Guerra Cornelio Saavedra Rodríguez con la intención de mantener informados a diplomáticos, militares y a las autoridades de todo el país. El editor encargado de la obra fue Moisés Vargas.: 54–55 
Sus principales fines fueron transmitir "noticias fidedignas de los acontecimientos que se relacionan con la guerra, obtenidas de fuentes oficiales" y dar "noticia de los sucesos que tengan lugar sin que sean desvirtuados con los datos obtenidos de fuentes privadas".: 54–55  Era editado en la Imprenta de la República, perteneciente a Jacinto Núñez, y se ofrecieron suscripciones cuyo monto fuese en ayuda de las viudas de soldados que fallecieran en el conflicto.
El Boletín fue publicado entre el 14 de abril de 1879 y el 16 de mayo de 1881, habiendo aparecido cuarenta y siete números. Fue reeditado en 1979 por la Dirección de Bibliotecas, Archivos y Museos de Chile y la Academia Chilena de la Historia.
Como usual en esa época en Chile, los textos eran escritos con la ortografía de Bello.